# Anne Pirson
Anne Pirson, née le 2 février 1977 à Dinant, est une femme politique belge, membre du parti Les Engagés (LE).

## Biographie
Anne Pirson nait le 2 février 1977 à Dinant.
Aux élections législatives fédérales de 2024, Anne Pirson est élue à la Chambre des Représentants.